# 소말릴란드의 행정 구역
소말릴란드의 행정 구역은 13개 주로 나뉜다. 소말릴란드 정부가 정의한 주 이름과 경계선은 소말리아 정부가 정의한 주 이름과 경계선과는 일부 차이가 난다. 이 문서에서는 소말릴란드가 실질적으로 지배하고 있는 행정 구역에 한해서 다룬다.

## 현재의 행정 구역

소말릴란드의 행정 구역 (2008년 5월 15일 ~ 현재)

소말릴란드는 2008년 5월 15일에 실시된 행정 구역 개편에 따라 13개 주로 나뉘지만 과거에 존재했던 6개 주가 행정 구역 개편 이후에도 계속 사용되는 경우도 많다.
| 번호 | 주                           | 행정 중심지 | 비고                |
| ---- | ---------------------------- | ----------- | ------------------- |
| 1    | 아우달 주 (Awdal)            | 보라마      |                     |
| 2    | 마로디제흐 주 (Maroodi Jeex) | 하르게이사  |                     |
| 3    | 사힐 주 (Sahil)              | 베르베라    |                     |
| 4    | 토그데르 주 (Togdheer)       | 부라오      |                     |
| 5    | 솔 주 (Sool)                 | 라스아노드  | 푼틀란드로부터 획득 |
| 6    | 사나그 주 (Sanaag)           | 에리가보    | 푼틀란드로부터 획득 |

## 역사

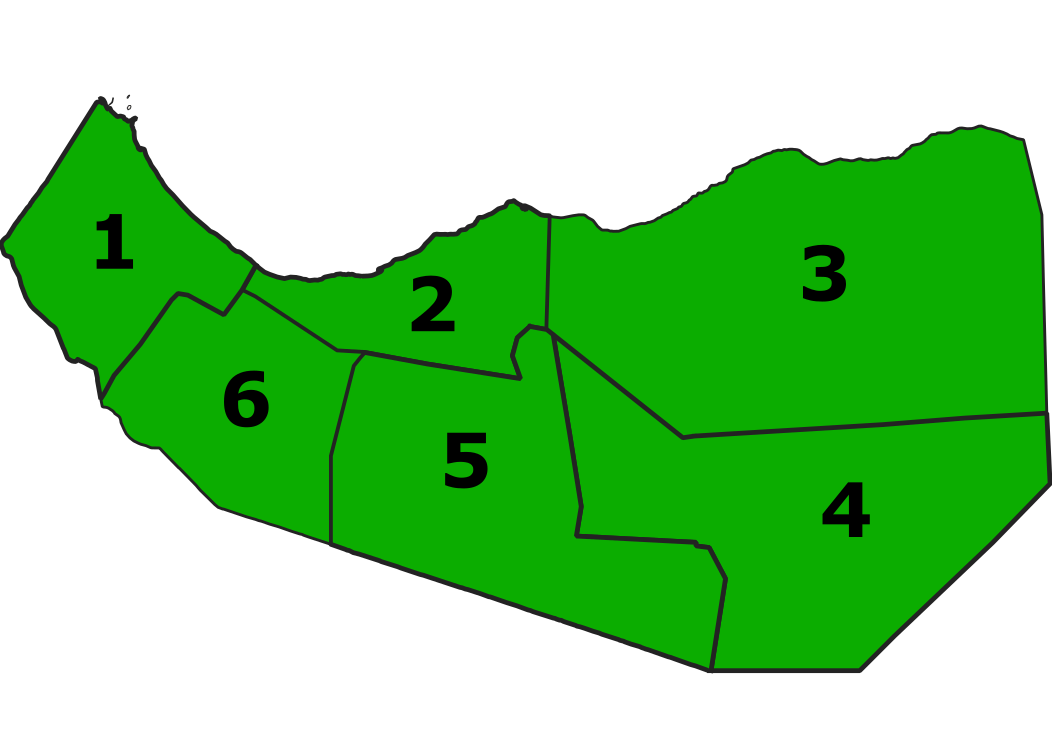
2008년 3월 21일 이전까지 존재한 소말릴란드의 행정 구역

2008년 3월 21일까지 소말릴란드의 행정 구역은 6개 주로 나뉘었다.
1. 아우달 주
2. 소말릴란드
3. 사힐 주
4. 사나그 주
5. 솔 주
6. 토그데르 주
7. 워코이갈베드 주

같은 해 3월 22일 다히르 리얄레 카힌 대통령은 소말릴란드의 행정 구역을 12개 주로 개편한다고 발표했고 5월 15일에는 13번째 주를 신설한다고 발표했다.

## 같이 보기
- 소말리아의 행정 구역
- 소말리아의 지방